# Molophilus (Molophilus) microserratus
Molophilus (Molophilus) microserratus is een tweevleugelige uit de familie steltmuggen (Limoniidae). De soort komt voor in het Neotropisch gebied.